# سرخرگ بالاشکمی بالایی
سرخرگ بالاشکمی بالایی یا شریان فوق‌المعدی فوقانی (انگلیسی: Superior epigastric artery) یکی از شاخه‌های انتهایی سرخرگ سینه‌ای درونی است که پس از گذر از شکاف بین سر جناغی و دنده‌ای ماهیچه دیافراگم وارد سطح خلفی ماهیچه راست شکم شده و در حالی که در داخل غلاف این عضله قرار دارد به سمت ناف حرکت می‌کند و در حوالی ناف با سرخرگ بالاشکمی پایینی بازپیوند (آناستوموز) می‌شود. در طول مسیر از این سرخرگ شاخه‌های جلدی قدامی جدا می‌شود که پوست و نیام سطحی دیوارهٔ قدامی شکم را خون‌رسانی می‌کند.